# Hannah Kudjoe
Hannah Kudjoe (écrit également Cudjoe), née Hannah Dadson en décembre 1918, morte le 9 mars 1986, est une militante ghanéenne pour l'indépendance, dans les années 1940 et 1950. Elle est l'une des femmes aux responsabilités les plus importantes dans le mouvement indépendantiste, et est notamment secrétaire nationale de la propagande au sein de la Convention du Parti du Peuple (CPP). Elle milite également pour améliorer la vie des femmes dans le Nord du Ghana.

## Biographie
Née à Busua, dans la région de l'ouest de la Côte- de-l'Or (Ghana actuel), en décembre 1918, Hannah Kudjoe est la plus jeune d'une fratrie de 10 enfants. Après avoir terminé ses études, elle acquiert une certaine notoriété comme couturière à Tarkwa, où elle épouse J. C. Kudjoe, directeur d'une mine d'or près de Tarkwa. Le mariage ne dure pas, et elle commence à vivre avec son frère, E. K. Dadson, un éminent militant de l'United Gold Coast Convention (UGCC), un parti politique favorable à l'indépendance et constitué essentiellement de notables africains. Kwame Nkrumah, qui la rencontre, l'incite à s'investir en politique, dès 1947 et la persuade de l'importance d'une participation des femmes à la vie politique.
En mars 1948, lorsque les Big Six (les six leaders et fondateurs de l'UGCC, Ebenezer Ako-Adjei, Edward Akufo-Addo, Joseph Boakye Danquah, Kwame Nkrumah, Emmanuel Obetsebi-Lamptey, et  William Ofori Atta) sont arrêtés, elle mène une campagne en faveur de leur libération. Elle est très impliquée dans le Comité sur l'Organisation de la Jeunesse au sein de l'UGCC. Lors de la scission de  l'UGCC, elle suit les militants qui créent, autour de Kwame Nkrumah, le CPP, en 1949. Elle est la seule femme présente quand la décision de former ce nouveau parti est prise,. Elle s'implique également dans l'Action Positive, une campagne de masse de désobéissance civile qui  conduit finalement à la fin du pouvoir colonial, et elle a inspiré un soutien massif au RPC par le biais de cette campagne. Devenue Secrétaire nationale de la Propagande pour le CPP, elle a un rôle important dans la mobilisation autour de ce mouvement.
L'indépendance obtenue, elle fonde la Ligue des femmes All-African en 1957, qui devint plus tard la Ligue des femmes du Ghana. Elle travaille à la création de crèches et d'écoles maternelles dans tout le pays, et à obtenir des enseignants et des moyens pour ces établissements. Elle lance également  une campagne anti-nudité de la campagne du Nord du Ghana. Elle met en place notamment une distribution gratuite de vêtements donnés par d'autres pays. Elle met en place un enseignement des pratiques d'hygiène recommandées. Elle s'emploie également à distribuer de la nourriture pour les familles en manquant, et elle encourage les femmes à la ferme à cultiver leur propre nourriture.
Mais elle entreprend ce travail de façon largement indépendante du nouveau gouvernement, ce qui conduit à une certaine désapprobation par le gouvernement de ces actions, et à une minimisation de son rôle. En 1960, la ligue des femmes du Ghana est dissoute par Nkrumah au profit d'une organisation contrôlée par le CPP, le Conseil national des femmes du Ghana.
Hannah Kudjoe meurt le 9 mars 1986. Son enterrement a lieu au Calvaire de l'Église Méthodiste à Accra , le 6 juillet 1986.